# 天府音乐厅
30°32′19″N 104°04′06″E / 30.53869°N 104.06847°E

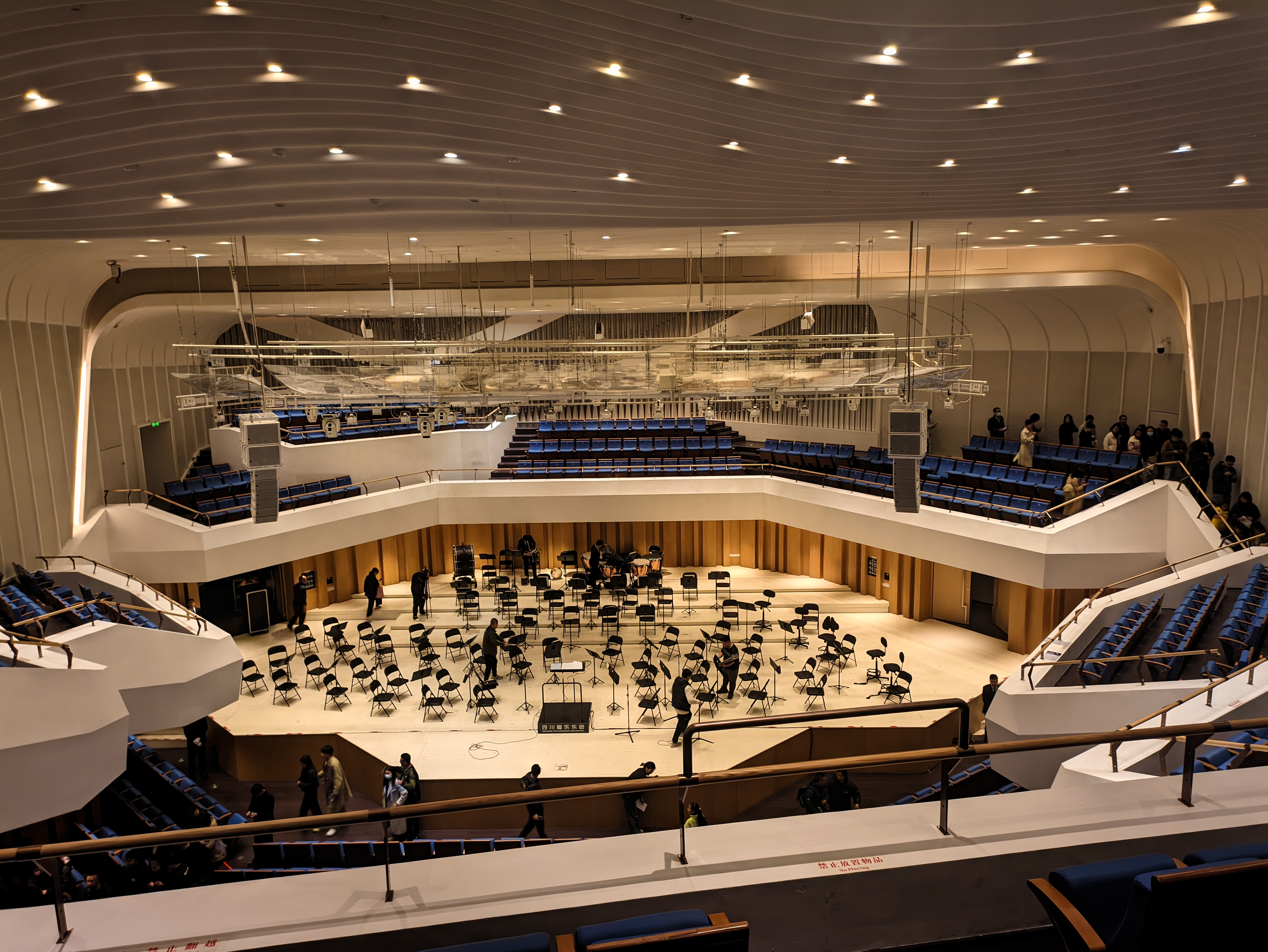
音乐厅内部

中国—欧洲中心天府音乐厅，曾称ICON·云端天府音乐厅，位于四川省成都市天府大道中段东侧，北临天府软件园C区，是中国—欧洲中心项目建筑群的一部分。2024年起成为四川爱乐乐团的驻地。

## 历史
天府音乐厅由中国建筑西南设计研究院有限公司设计，中国建筑第八工程局有限公司施工，2017年5月竣工，同年9月1日四川交响乐团的音乐会成为在该音乐厅进行的首场演出。

## 建筑
天府音乐厅地上一层为阶梯式露天开敞空间，音乐厅占据地下两层。音乐厅共950座，演奏台宽21米，深14米，可容纳四管编制的大型乐团，配有钢琴升降台和升降表演台，后部区域安装有一台62栓管风琴。多功能小剧场配备320个活动座椅，主要承担舞台剧、流行音乐、民俗、京剧、川剧、昆曲等演出。